# Réseau international des bouddhistes engagés
 (mars 2011).
Si vous disposez d'ouvrages ou d'articles de référence ou si vous connaissez des sites web de qualité traitant du thème abordé ici, merci de compléter l'article en donnant les références utiles à sa vérifiabilité et en les liant à la section « Notes et références ».
Le Réseau international des bouddhistes engagé(e)s (INEB) est une association de bouddhistes (toute écoles confondues) fondée en février 1989 en Thaïlande lors de la conférence à Chiang Mai réunissant les bouddhistes de onze pays, et organisée par Sulak Sivaraksa, Teruo Maruyama et d'autres réformateurs ainsi que des bouddhistes et non-bouddhistes engagés sur le plan social. Le Réseau s'est étendu pendant plusieurs années et a compté de plus en plus de membres – des personnes et des organisations – de plus de 30 pays d'Asie, d'Europe, des Amériques et d'Australie. De cette diversité s'est développée une compréhension du bouddhisme engagé (en) qui s'est intégré avec tous les préceptes et la pratique du bouddhisme engagé dans l'action globale de notre société d'une manière la plus saine, la plus juste pour la paix dans le monde. Cet engagement à la communauté globale et donc mondiale. Basée sur les Vérités universelles de sagesse et de compassion pour guider toutes nos activités en toutes sociétés. Les secteurs de préoccupation de l'INEB sont multiples et centrés sur la paix, les droits de l'homme, des publications sur tous ces domaines, la tolérance dans la diversité et le dialogue sous toutes ces formes (sociétal et international).
La Nature de l'organisation devenue mondiale.

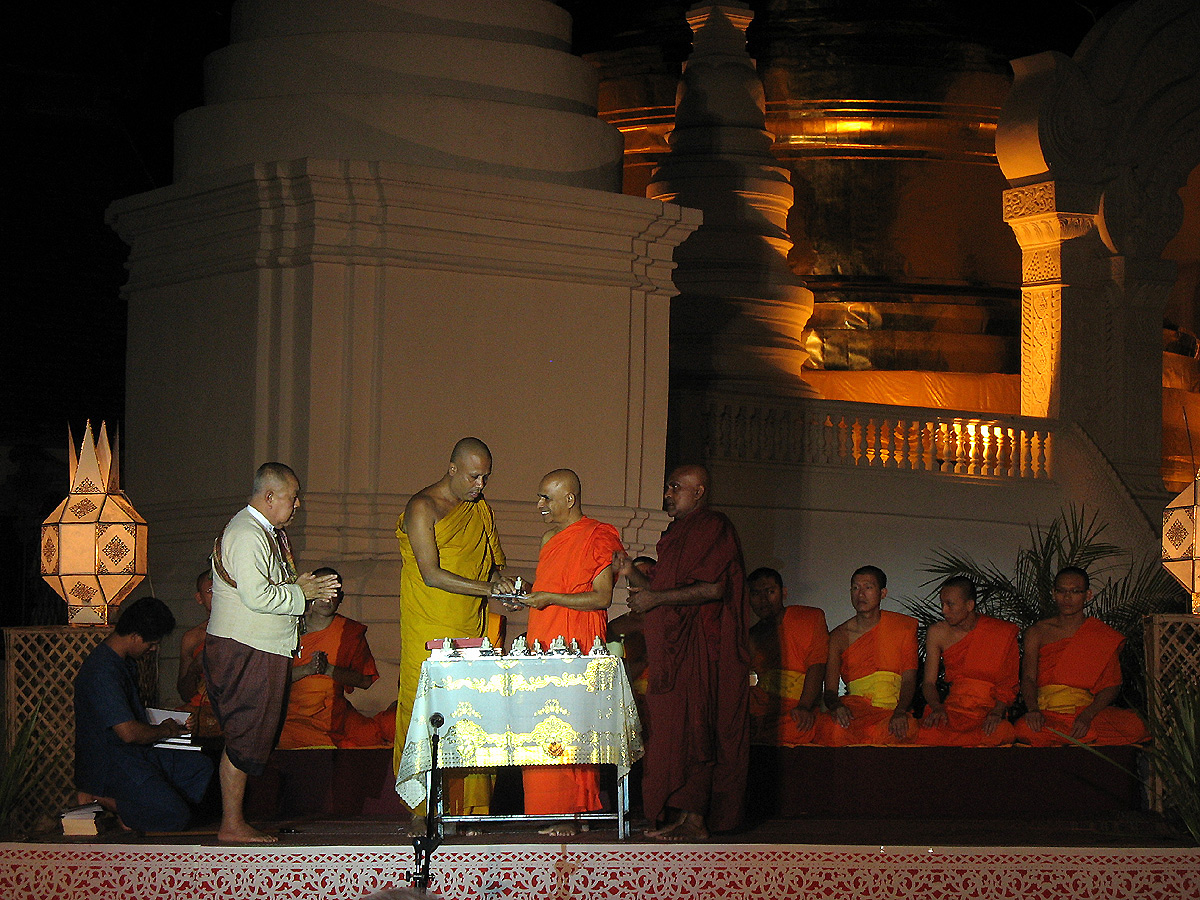
Conférence de l’INEB en 2009 à Chiang Mai, en Thaïlande. Moines du Sri Lanka faisant une offrande à Sulak Sivaraksa.

C'est un Réseau qui se distingue par des personnes actives, des leadeurs spirituels ou non et des universitaires, principalement des bouddhistes de toutes confessions au niveau international et qui abordent les questions sociales mais aussi politiques et remet le social au centre de la vie de la société. Les membres de l'INEB conduisent les activités dans toutes sortes de publications pour servir leur propre société ou leur pays. Les membres se soutiennent toutes et tous entre eux/elles toute société confondue. Le bureau du secrétariat maintient le lien et le flux d'informations ainsi que l'assistance en offrant des programmes pour « fortifier » la capacité de tous les membres et organiser des activités communes.
L'INEB a une ferme confiance dans la compassion mondiale, la non-violence et la coexistence comme données par le Bouddhisme. La confrontation avec les souffrances sociales, l'analyse et les actions pour sortir de ces souffrances existentielles, au niveau mondial est la mission principale. Les publications d'intérêt tournent autour de l'intégration de la spiritualité et des activités sociales. Les publications de l'INEB concernent l'anti-nucléaire / l’anti-armement, la Paix / la non-violence / la résolution des conflits mondiaux, l'écologie (contre les corridas, la déforestation de toutes les forêts et la pêche excessive des océans), la liberté des Femmes pour les Femmes (l'avortement / le choix de ...), la santé pour tous, l'enseignement / l'éducation, les Droits aux Respects pour toute Femme et pour tout Homme, les constructions communautaires, le développement alternatif, le rôle de Leaders Spirituels et Non-Spirituels dans les contextes sociaux / économiques / financiers de la société actuelle, la propagande du végétarisme...
L'arbre étant l'Ineb international, une de ses branches est le BSE (le bouddhisme socialement engagé - Un Appel à l'Action -) qui combat l'injustice sociale et le laxisme envers tous les gouvernements actuels.

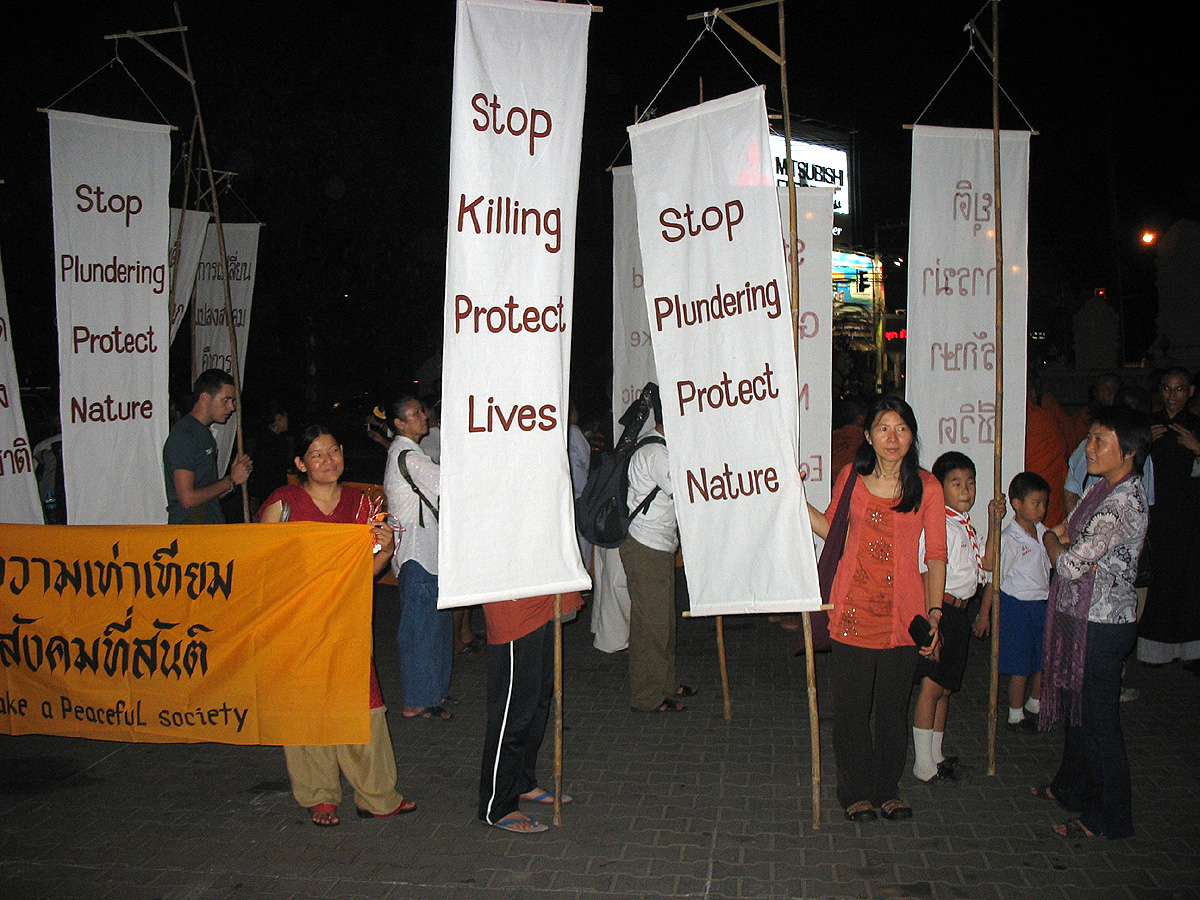
Conférence de l’INEB en 2009 à Chiang Mai, Marche pour la paix pour la conclusion de la conférence.

Les objectifs de l'INEB sont de :
– développer toutes les perspectives possibles du bouddhisme particulièrement socialement engagé ;
– promouvoir la compréhension, la coopération et la gestion du Réseau parmi les groupes d'action sociale entre les bouddhistes, les religions et les laïcs ;
– agir comme un centre d'informations mondial relié aux divers domaines d'intérêt d'une société ;
– faciliter la formation et les rencontres de travail pour soutenir et renforcer l'impact du bouddhisme, de toutes les personnes socialement actives ainsi que des groupes.
Les membres sont :
Les émissaires sont :

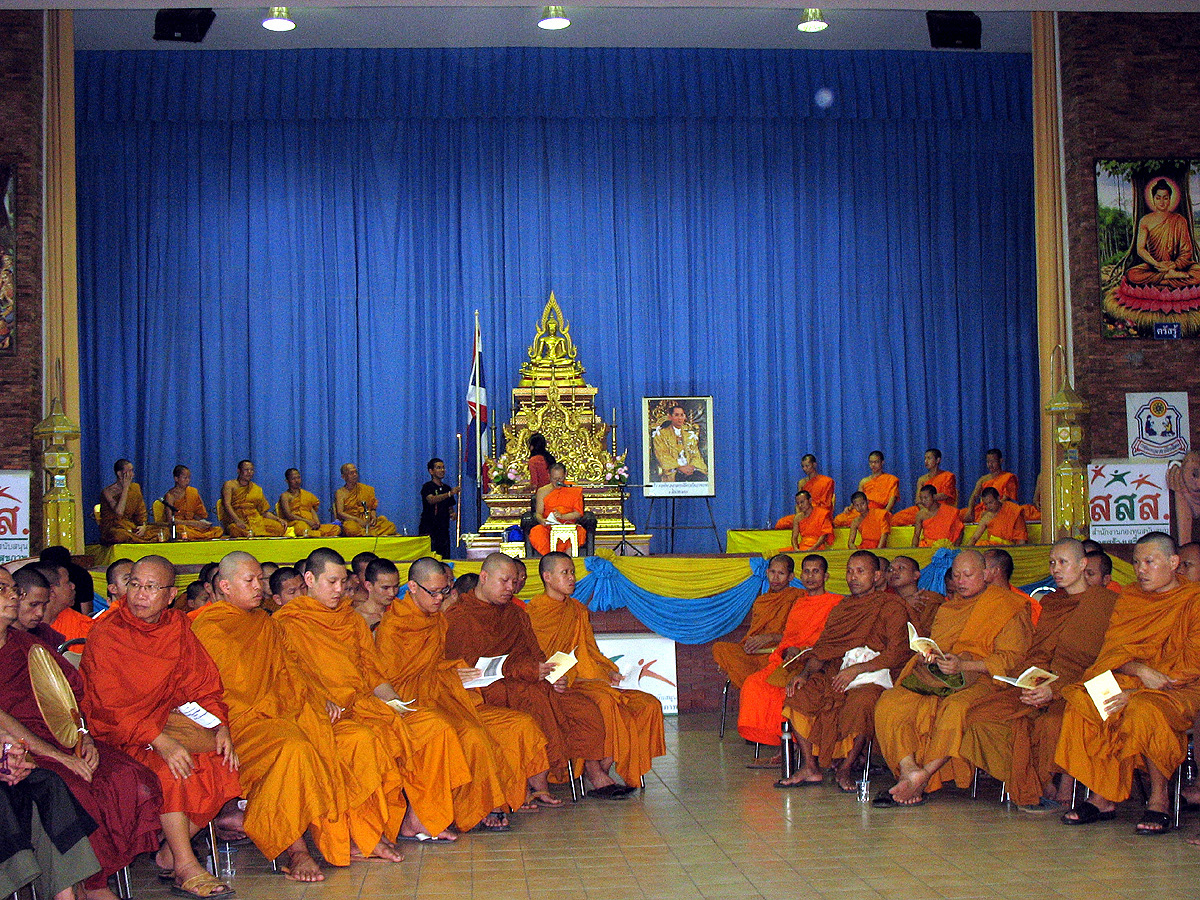
Conférence de l’INEB en 2009 à Chiang Mai, Prière pour la paix.

- Thich Nhat Hanh du Village des pruniers, France.
- Le 14e dalaï-lama.
- Somchai Kusalacitto, nouveau responsable de l'INEB.

Le comité consultatif est composé de :
- Joan Halifax Roshi (Upaya Institute and Zen Center (en) aux États-Unis)
- Phra Paisal Visalo[2] (Think Sangha en Thaïlande)
- Khaymar Sarra (All Burmese Yong Monk’s Union en Birmanie)
- Pomnyun Sunim (Jung To Society en Corée du Sud)
- Sanghasena (MIMC Ladakh, Inde)
- Sulak Sivaraksa (Santi Pracha Dhamma Institute, Thaïlande - www.inebnetwork.org -).

Le comité exécutif est composé de :
- Sumanalankar Maha Thero (Parbatya Bouddha Mission, Bangladesh)
- La nonne Lobsang Dhechen (Dolma Ling Nunnery, Dharamsala, Inde)
- Mme Dara Viravongse (Laos)
- M. Raja Dharmapala (Dharmavedi Institute, Sri Lanka)
- Mme Poolchawee Ruangwichatorn (Spirit in Education Movement, Thaïlande)
- Prof. Donald Swearer (université Harvard, États-Unis)
- Mr. Ha Vinh Tho (Eurasia Ordre de l'Inter-être, Suisse)
- Prof. Park Gwanseo (Buddhist Solidarity for Reform, Corée du Sud)
- Prof. Dr Yo Hsiang-chou (Lay Buddhist Association, Taïwan)
- Dhammacari Lokamitra (Ordre bouddhiste Triratna, Jambudvipa Trust, Inde)
- Mme Jill Jameson (Australie)
- M. Jonathan Watts (ex officio de Think Sangha, Japon - www.jneb.jp/english/ -)[3]
- Mme Anchalee Kurutach (ex officio de Association bouddhiste pour la paix, États-Unis)
- M. Suresh Boudha (représentant de Youth Group, Inde)
- Mme Jennifer Yo (représentante de Youth Group, Taïwan).

Les groupes de soutien internationaux sont :
- Bhikkhuni Dhammananda (Buddhasavika Foundation, Thaïlande)
- Mme Venetia Walkey (Dhamma Park Gallery, Royaume-Uni)
- M. Jeffery Sng (Santi Pracha Dhamma Inst., Singapour)
- M. Baramee Chairat (Assembly of the Poor (en), Thaïlande)
- M. Pipob Udomittipong (Human Right Commission (en), Thaïlande)
- M. Hans van Willenswaard (Autriche)
- M. Teddy Prasetyo (Indonésie)
- M. Patrick Simon[Qui ?]

Le meilleur contact est :
- M. Somboon Chungprempree (secrétaire exécutif - secretariat at inebnetwork.org)